# VK Šibenik
VK Šibenik ist ein kroatischer Wasserballverein aus der Stadt Šibenik. Es ist der einzige Verein aus Šibenik, der in der ersten Liga spielt.
Seine Heimspiele trägt der Verein im Schwimmbecken in Crnica (früher Becken Hotel Ivan) aus.
Der Vereinssitz ist in Šibenik, Prilaz tvornici BB, Kroatien.

## Geschichte
Der Verein ist ständiges Mitglied in der ersten Liga und war dies unter dem Namen Solaris auch im ehemaligen Jugoslawien.
Zwischen 2002 und 2006 musste auf den Spielbetrieb komplett verzichtet werden, bis der heutige Vereinskomplex errichtet war. Seit Juni 2007 ist das Nautical Centar Prgin neuer Klubsponsor, dessen Kürzel auch im Vereinsnamen untergebracht wurde – VK Šibenik NCP.

## Trainerstab
- Sportdirektor: Bore Rončević
- Jugendkoordinator: Saša Santini
- Trainer: Ivica Tucak
- Technischer Berater: Renato Vrbičić
- Torwarttrainer: Grgo Renje

## Erfolge
In der Vereinsgeschichte konnte kein Pokal oder gar die Meisterschaft gewonnen werden.
Trotzdem wurden über die Jahre hinweg immer wieder Spieler in das Nationalteam eingebracht, wie Perica Bukić, Renato Vrbičić, Siniša Belamarić, Andrija Komadina und Denis Šupe.
Als größten Erfolg kann man die Finalteilnahme am LEN-Cup 2006/07 bezeichnen (Hinspiel am 9. Mai 2007: Šibenik – Sintez Kazan 10 - 12, Rückspiel am 23. Mai 2007: Sintez Kazan - Šibenik 9 - 10).
Spieler der Saison 2007/08:
Luka Petričević, Andrija Španja, Marko Jelača, Dalibor Perčinić, Antonio Petković, Mate Zeljak, Bore Rončević, Boris Letica, Vlatko Burić, Fran Paškvalin, Nikola Samodol, Ante Stojanović, Nikola Ninić, Ivor Eškinja, Valentin Rukavina, Edi Brkić, Renato Vrbičić, Domagoj Čule, Stipe Peran.
Trainer: Ivica Tucak
Technischer Berater: Denis Seferović

## Bekannte Spieler und Trainer
- Siniša Belamarić
- Perica Bukić
- Renato Vrbičić